# イソ・リヴォルタ・フィディア

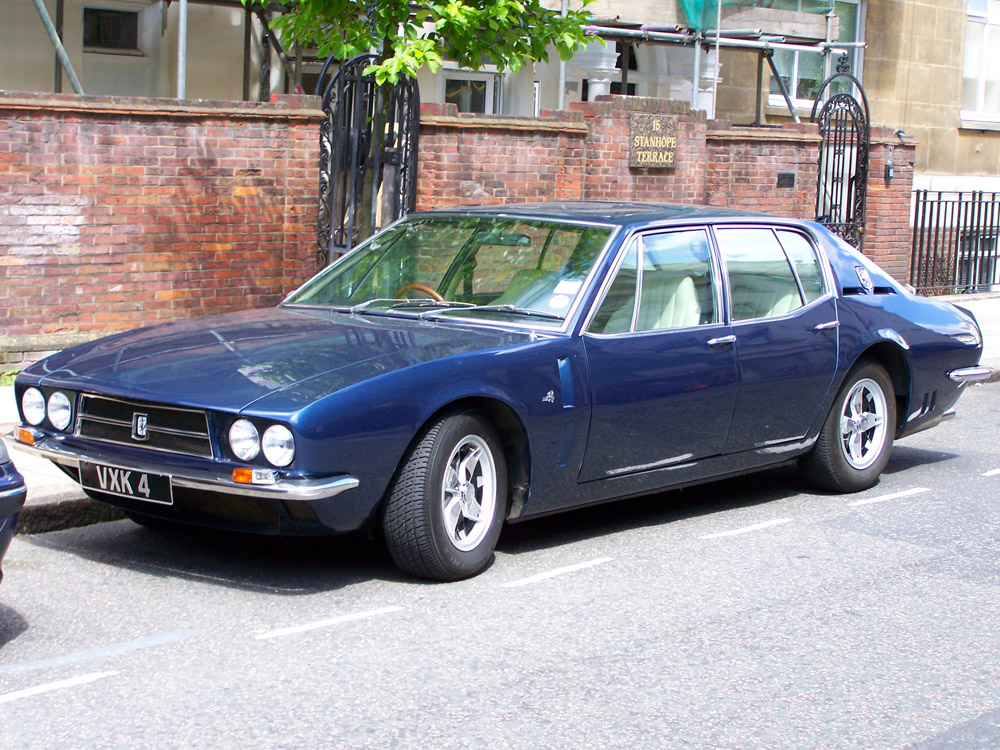

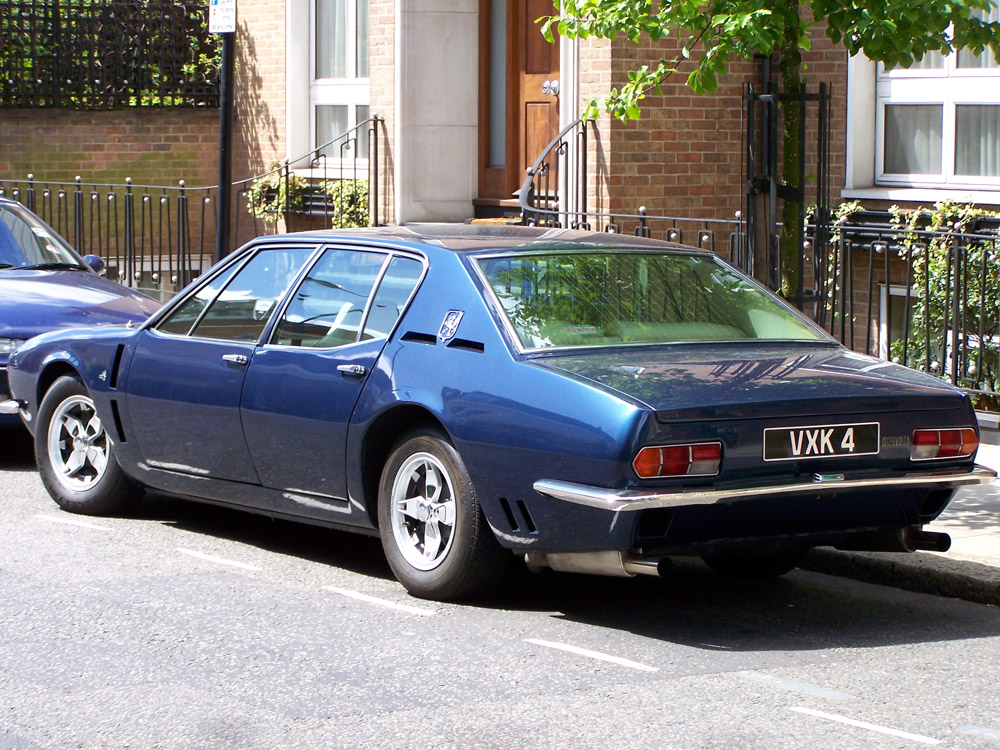

リヴォルタ・フィディア（Rivolta Fidia ）はイタリアの自動車メーカーイソが1967年から1974年まで生産した4ドアセダンである。
ホイールベースを延長したリヴォルタGTのシャシーに、カロッツェリア・ギアに在籍中であったジョルジェット・ジウジアーロがデザインした4ドアボディを乗せた高性能スポーツセダンで、当初はシボレー・コルベット用5,300cc、1970年以降は5,736cc、そして1972年以降はフォード製V8エンジンを搭載、最終モデルは5,769cc325馬力で最高速240km/hをマークした。マセラティ・クアトロポルテやデ・トマソ・ドーヴィルをライバルとしたが、1974年イソの倒産とともに消滅した。生産台数は192台、ジョン・レノンもオーナーの一人であった。